# فيجوال ستوديو كود
فيجوال ستوديو كود (بالإنجليزية: Visual Studio Code) هو محرر للنص البرمجي من مايكروسوفت. المحرر مفتوح المصدر ويعمل على نظم التشغيل ويندوز وماك أو إس ولينكس. يعتمد المحرر على بيئة إلكترون، وأطلقته مايكروسوفت في أبريل 2015.

## الخصائص

### لغات البرمجة المدعومة
يدعم فيجوال ستوديو كود بشكل أساسي العديد من اللغات البرمجية المتنوعة حيث أنه لا يقتصر على مجال محدد. من اللغات المدعومة في هذا المحرر لغة سي وسي ++ و لا ننسى لغة مايكروسوفت سي شارب كما وأنه يدعم لغات الويب الشهيرة لغة توصيف النص الفائق (HTML) وسي إس إس (CSS) وجافا سكريبت كما أنه يدعم لغات الـ BackEnd المتنوعة والكثير من اللغات الأخرى. كما يحتوي المحرر على إضافات لدعم المزيد من اللغات في حال لم تكن لغة ما مدعومة بشكل أساسي.

### التحكم بالإصدارات
التحكم بالمصدر هو ميزة مضمنة في فيجوال ستوديو كود. يحتوي المحرر على علامة تبويب مخصصة داخل شريط القوائم تُمكن من الوصول إلى إعدادات التحكم بالإصدار وعرض التغييرات التي تم إجراؤها على المشروع الحالي. لاستخدام الميزة يجب ربط فيجوال ستوديو كود بأي نظام معتمد للتحكم بالإصدار (جت أو سبقيرجن أو بيرفورس (Perforce) ‏، الخ). يسمح هذا بانشاء مستودعات وكذلك القيام بطلبات الدفع والسحب مباشرة من برنامج فيجوال ستوديو كود.

### الإضافات
يمكن توسيع فيجوال ستوديو كود عبر إضافات، متوفرة من خلال مستودع مركزي. وهذا يتضمن إضافات إلى المحرر ودعم لغات أخرى. من الميزات البارزة القدرة على إنشاء ملحقات لإضافة دعم للغات الجديدة والسمات والمصححات وإجراء تحليل البرنامج الساكن وإضافة لنت النص البرمجي باستخدام بروتوكول خادم اللغة.
يتضمن فيجوال ستوديو كود ملحقات متعددة لبروتوكول نقل الملفات، مما يسمح للبرنامج لاستخدامها كبديل مجاني لتطوير الويب. يمكن مزامنة التعليمات البرمجية بين المحرر والخادم، دون تنزيل أي برنامج إضافي.

## جمع البيانات
يجمع فيجوال ستوديو كود بيانات الاستخدام ويقوم بإرسالها إلى مايكروسوفت، على الرغم من أنه يمكن تعطيل هذا. بالإضافة إلى ذلك، وبسبب طبيعة المصدر المفتوح للتطبيق، يمكن للعامة الوصول إلى الشفرة القياسية عن بعد، حيث يمكن أن يرو بالضبط ما يتم جمعه. وفقا لمايكروسوفت، يتم مشاركة البيانات مع الشركات التابعة والشركات التابعة التي تسيطر عليها مايكروسوفت، على الرغم من أن السلطات القانونية قد تطلبها كجزء من عملية قانونية.

## التاريخ
أُعلن عن فيجوال ستوديو كود في 29 أبريل 2015 من قبل شركة مايكروسوفت في مؤتمر Build لعام 2015. في 18 نوفمبر 2015، تم إصدار فيجوال ستديو كود بموجب رخصة إم أي تي، وتم اتاحة الشفرة المصدرية على جيت هاب.
تتوفر أيضاً نسخة إنسايدر (insider) ذات الأيقونة الخضراء، والتي تسمح للمستخدم بالإطلاع وامتلاك جميع المميزات الجديدة قبل وصولها إلى الفيجوال ستوديو كود الأساسي وهي نفس فكرة النسخة التجريبية بيتا.

## السمعة
في استبيان المطورين لعام 2016 على ستاك أوفرفلو، احتل فيجوال ستوديو كود المركز الثالث عشر من بين أفضل أدوات التطوير الشائعة، مع كون 7.2٪ فقط من 46,613 مشارك يقومون باستخدامه. بعد عامين، حقق فيجوال ستوديو كود المركز الأول، حيث استخدمه 34.9٪ من 75,398 مشارك. في آخر استطلاع، استبيان المطورين لعام 2019، لا يزال فيجوال ستوديو كود في المرتبة الأولى، حيث يستخدمه 50.7٪ من 87,317 مشارك.

## وصلات خارجية
- الموقع الرسمي

- فيجوال ستوديو كود على موقع Open Hub (الإنجليزية)
- فيجوال ستوديو كود على موقع Free Software Directory (الإنجليزية)